# ローマの信徒への手紙
『ローマの信徒への手紙』（ローマのしんとへのてがみ）は、『新約聖書』中の一書で、使徒パウロの手によるとされる書簡。『ローマ人への手紙』や『ローマ書』（『ロマ書』）などとも呼ばれる。本書はパウロ本人によって書かれたものであるとみなされている七つの手紙の一つである。
19世紀ドイツのテュービンゲン学派を代表する学者で、パウロ書簡の多くを本人のものでないと考えていたフェルディナント・クリスティアン・バウアでさえパウロのものと認めていた。

## 歴史
本書はコリントスあるいは本書の筆記者テルティオがいるケンクレアイ（エーゲ海に面したコリントス至近の港）において書かれたと思われる。ケンクレイアイのフェベがローマに送り、コリントスのガイオが執筆中に傍らにいたという。さらにコリントの街の会計係をエラストがつとめていたという。
書簡中には執筆時期をうかがわせる記述はないが、おそらくパウロがエルサレム教会のための募金を行い、「聖なるものたちに仕えるために」エルサレムを訪問しようとしていたころであると考えられる。すなわち第二回ギリシア訪問のころで、58年初頭のローマ訪問の直前の冬であろう。
ローマのキリスト者共同体は聖霊降臨に居合わせた人々のいずれかによって作られたのであろう。当時、ローマには多数のユダヤ人が在住していた。シナゴーグにはローマ市民も出入りしていたため、まず彼らがユダヤ人をとおしてイエス・キリストについて知るようになったと考えられる。こうしてユダヤ人と異邦人からなるローマのキリスト者共同体が生まれた。パウロがローマにやってくると信徒たちの歓迎をうけたが、信徒の数は多数いたと考えられ、集会の場所も複数あったことがうかがえる。
『ローマ書』が扱うことがらの多くは、『ガラテヤの信徒への手紙』（『ガラテヤ書』）などそれ以前に書かれた書簡でも扱われる。

## 執筆の目的
パウロが本書簡を執筆した目的は15章の後半に書かれている。それによれば
- 小アジアで集めた募金を渡すためのエルサレム訪問にあたってローマの信徒たちの祈りを頼むこと
- エルサレム訪問後はローマ滞在を経てイスパニアに向かうという計画を伝えること
- パウロはローマを訪れたことがないので、偽教師によって信徒たちが混乱しないように教えをまとめて書き送ること
- パウロがローマの共同体でユダヤ人と異邦人がうまくいっていないことに気づいていること

などが執筆の目的であることがわかる。
もともとローマの共同体はユダヤ人キリスト教徒によって設立されたのだが、49年のクラウディウス帝によるユダヤ人のローマ追放によって異邦人キリスト教徒が主導権を握るようになっていた。54年にクラウディウス帝が死去してユダヤ人がローマに戻ってくると、ユダヤ教の習慣の遵守をめぐって争いが起きるようになった。

## 内容
本書の中心テーマはイエス・キリストへの信仰を通して得られる救いである。パウロはアブラハムを引き合いに出してキリストによる神の恩寵を強調し、人が義（正しい）と決定させられるのは，信者の側の信仰と結び付いた、神の側のこの恩寵のみによることを力説している。また、ユダヤ人にも異邦人にも、誇ったり自分を他の人よりも高めたりする理由は何もないことに注目させている。

### 救いの保障
5章から8章にかけて、パウロは信じるものは救いの約束を受け、罪と律法のくびきから解放されると論じている。ただし、律法や決まり事は自分の行いが悪であり、罪であることに気づかせてくれる、として善いものと見なしている反面、人間にできることは罪の自覚を得ることのみで救済には至らないと結論付けている。

パウロは信仰によって義とされ、信じるものはイエスとともにあり、罪から解放されるという。さらに信じるものは希望をもって喜ぶべきである。また、この約束はすべてのものに開かれているので、全ての人が罪によって神から離れたように、イエスの償いによっては全ての人の罪がゆるされるという。
9章から11章にかけてはパウロは神が選んだイスラエルに対して忠実であられたことに触れ、同じように神は信じるものに忠実であられることを思い起こさせる。パウロは自身もイスラエルの一員であり（11:1）、かつてキリスト者を迫害していたため、イスラエルの民がみなこの真実に気づくことを望んでいる（9:1-5）。パウロは神がかつてイスラエルの民を選んだように、キリストに従うものを新しい民として選ぶという。（11:19-22）

### 信じるものを変える福音
12章から15章前半では、パウロは福音がいかに人を変えるか、そして変えられた人はどのようにふるまうべきかを述べている。さらにユダヤ教の習慣を固守すると、そうでない人々の間の緊張関係についても述べている。書簡の終わりにパウロは今後の旅行計画とあいさつを述べている。名前が出ている21人のうち三分の一は女性であるが、これはローマの共同体で女性が大きな役割を担っていたことを示すものである。

## スタイル
パウロは当時「ディアトリベ」と呼ばれた論駁スタイルを用いている。パウロはある問題をめぐって、問題提起者に語気するどく反論する。この手紙でもパウロは、時にユダヤ人に対し、時に異邦人に対し、またあるいは全信徒に対して意見を述べるというスタイルをとっている。

## 教派における扱い

### プロテスタント
『ローマ書』ではパウロ神学ともいうべきものが明白に打ち出されており、初期キリスト教思想の根底をつくるものとなった。マルティン・ルターは『ローマ書』を「新約聖書中もっとも重要な書簡であり、すべてのキリスト者によって精読されるべきもの」と激賞している。「ローマ書のあゆみ」という言葉があるが、それは『ローマ書』にあらわれる語句を追っていくことで人間個人の救いの道が現れるというものである。たとえば
- 3:23 - 「すべてのものが罪を負い、神の栄光を失った」
- 6:23a - 「罪の結果は死である」
- 5:8 - 「しかし神はイエスをとおして永遠の命を与える」
- 10:9 - 「口でイエスを主であるといい、心で神がイエスを死から復活させたと信じるならあなたは救われる。」
- 10:13 - 「主の名を呼ぶものは誰でも救われる」

『ローマ書』はプロテスタンティズムの歴史の中で大きな意味をもった書となってきた。マルティン・ルターは1515年から1516年にかけてローマ書講義を行ったが、そこからくみ上げた思想が1517年の「95ヶ条の論題」ににじみ出ることになり、宗教改革の口火を切ることにつながった。1738年には『ローマ書』につけられたルターによる前文を読んでいたジョン・ウェスレーが「不思議と心が温かくなる」回心体験をし、メソジスト運動につながった。

1919年、カール・バルトがギリシャ語聖書を自ら翻訳し、独自の注釈もつけた『ローマ書注釈』(ローマ書講解)の発刊は、のちに「新正統主義」、「弁証法神学」などと呼ばれる神学思想となった。バルトは自著で文化プロテスタント主義に対し、神学のテーマが人間学に解消されているとして攻撃的な批判をし、本来のテーマの回復を目指してキリストの重要さを説いた。

### カトリック
ルターは救いに必要なものは信仰のみであるとして、救いにおける人間の行いも重視したカトリック教会を批判したが、カトリック教会では『ローマ書』2:5-11にははっきりと人間の行いの重要性も書かれているということを指摘してきた。